# Herges-Hallenberg
Herges-Hallenberg ist ein Ortsteil von Steinbach-Hallenberg im Landkreis Schmalkalden-Meiningen in Thüringen.

## Lage
Der Stadtteil liegt wie Steinbach-Hallenberg im Thüringer Wald in der Ferienregion Haseltal. Die Stadt und das Haseltal befinden sich in der Südwestabdachung des Thüringer Waldes. Der Rennsteig ist 4 Kilometer entfernt. Die Höhenlage beträgt 440–470 Meter über NN. Herges-Hallenberg ist der südliche Teil der Stadt. In ihm ist hauptsächlich das Gewerbegebiet integriert.

## Geschichte
Am 22. März 1333 wurde Herges-Hallenberg als ehemals selbständiger Ort erstmals urkundlich erwähnt. Im Ort gab es meist mehrere territoriale und politische Zugehörigkeiten (siehe Kernstadt). Zunächst gehörte der Ort zur Dynastie der Herren von Hallenberg. Im 14. Jahrhundert gehörten größere Teile des Ortes zur hennebergischen Zent Benshausen. Der Ort, der 1445 noch „Hergots“ genannt wird, besaß nur wenige Hallenberger Güter. Nach dem Aussterben der Grafen von Henneberg kam der Ort im Jahr 1583 unter gemeinsame Verwaltung der sächsischen Wettiner und wurde im Zuge des "Benshäuser Austauschvertrages" im Jahre 1619 dem Amt Hallenberg zugeordnet, welches im Rahmen des Vertrags zur hessischen Herrschaft Schmalkalden kam.
Der Ort war somit bis 1866 hessisch, dann preußisch (Provinz Hessen-Nassau) und wurde erst 1944 Thüringen zugeordnet. In der Zeit der DDR gehörte der Ort zum Bezirk Suhl. Bis 1978 war Herges-Hallenberg eine selbstständige Gemeinde. 650 Personen wohnten 2012 im Ortsteil.

## Kirche
Die evangelische Kirche gehört zur Kirchengemeinde Springstille im Kirchenkreis Schmalkalden der Evangelischen Kirche von Kurhessen-Waldeck.

## Persönlichkeiten
- Degenhard Albrecht (1930–2006), Politiker (SED) und von 1979 bis 1990 Generalsekretär des Amtes für Außenwirtschaftsbeziehungen der DDR

## Verkehr

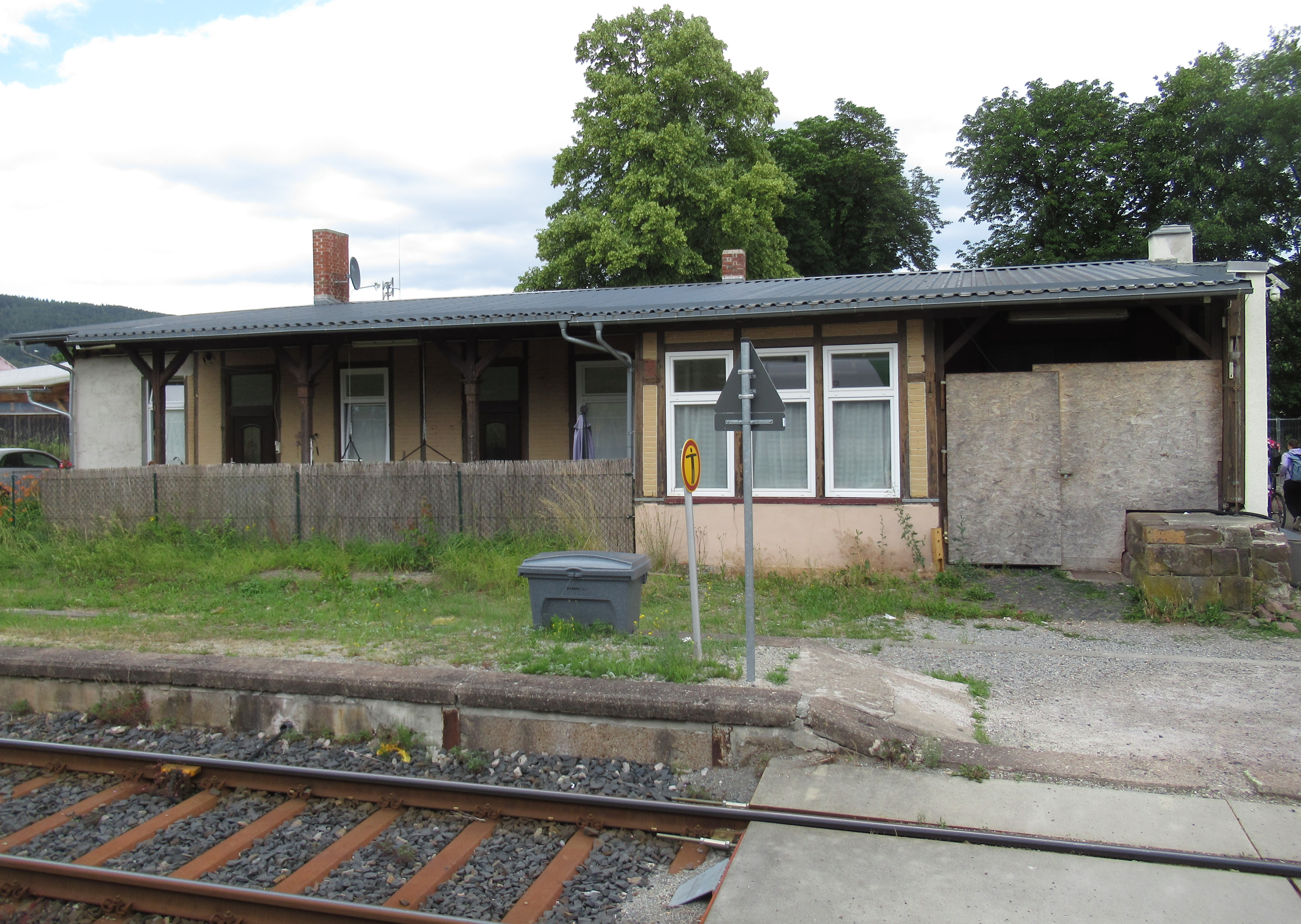
Bahnhof Steinbach-Hallenberg

Der Bahnhof Steinbach-Hallenberg liegt an der Bahnstrecke Zella-Mehlis–Wernshausen.